# Faro de Punta de Arinaga
El faro de Punta de Arinaga es, junto con el de Punta de Melenara, uno de los dos que balizan la costa Este de la isla de Gran Canaria (Islas Canarias, España). Situado al sur de aquel, se encuentra enclavado al pie de la montaña de Arinaga sobre una torre a franjas blancas y rojas de diseño normalizado. Junto a él, encontramos el antiguo faro, clasificado como de cuarto orden en el momento de su puesta en servicio en 1897, que cubría una extensa franja de costa sin balizar que abarcaba desde el faro de La Isleta hasta el de Maspalomas y que, además, venía a balizar los dos accidentes geográficos más peligrosos de este tramo de costa: la punta de Tenefé y la baja de Gando.

## Construcción y equipamiento
Las obras de construcción del antiguo faro, que fueron encomendadas al ingeniero Eugenio Suárez Galván siguiendo un proyecto del también ingeniero Juan de León y Castillo, dieron comienzo en 1888 y concluyeron en 1892. El faro estaba conformado por un edificio de forma rectangular de una sola planta en el que el vestíbulo de entrada daba paso a tres habitaciones, baño, cocina, despacho y un cuarto de limpieza. Integrada en la fachada del edificio, se alzaba la torre cilíndrica de 4,75 metros de alto que terminaba en una pequeña cornisa que rodeaba el culmen de la torre a modo de balconcillo. Sobre él, a unos 6 metros de altura sobre el suelo y a 47 sobre el mar, se colocó la linterna cuya forma era octogonal y estaba cerrada con cristales planos. 
Como equipamiento para la linterna se montó una óptica de la casa francesa Barbier Bernard & Turenne que albergaba una lámpara Maris de doble mecha que como característica emitía una luz fija en color rojo. En 1962 se cambió su apariencia para pasar a tres destellos blancos con alcance 16 millas y dos sectores rojos, con alcance 12 millas, para señalizar la punta Tenefé y la baja de Gando.
Más tarde se aprobaría la construcción de un nuevo faro que permitiera mejorar su alcance visual y que pudiera equipar un radiofaro para servir como referencia a las aeronaves que se aproximaban al cercano Aeropuerto de Gran Canaria. Sin embargo, al instalarse años después una baliza para tráfico aéreo en la cercana montaña de Arinaga, el faro nunca llegó a operar como aeromarítimo. La nueva torre, de forma troncocónica, que superaba en unos pocos metros al faro original, se levantó al norte del viejo edificio. La nueva instalación, que entró en servicio la noche del 5 de junio de 1964 y vino a suponer la total automatización del faro dejándolo sin personal a cargo, estaba compuesta por una linterna aeromarítima de forma cilíndrica de 2,25 metros acristalada con montantes inclinados que contenía un aparato óptico fabricado en Suecia por AB Gas-accumulator and AB Svenska Gasaccumulator, de horizonte no giratorio, con una longitud focal de 150 mm y una lámpara de incandescencia Dalen con dos detelleadores que quemaba gas acetileno y que también contaba con una válvula solar y una batería de acumuladores como alimentación de reserva.

## El faro actual y usos futuros
Con el paso del tiempo, surgiría la necesidad de mejorar la instalación y para ello se procede a edificar una segunda torre, esta vez de tipo normalizado, cilíndrica y de hormigón armado, situada a unos 20 metros del antiguo conjunto, que cuenta con una altura de 13,35 metros y 3 metros de diámetro. Las obras comenzaron en abril de 1984 y concluyeron en diciembre de ese mismo año, iniciándose las operaciones del nuevo faro el 1 de marzo de 1985. Para esta nueva torre se aprovechó la misma linterna de la Maquinista Valenciana que se venía usando en la anterior instalación, con su lámpara Dalen y su batería de acumuladores. Unos años después se sustituiría el gas por la electricidad proveniente de paneles solares.
Por estar enclavado en una zona aislada, sin edificaciones cercanas, el Faro de Punta de Arinaga tiene un carácter singular que forma parte de la imagen de este lugar, situado en el paraje natural de la Montaña de Arinaga y sujeto a las normas de protección de espacios naturales de Canarias. Por ello, el Ayuntamiento de Agüimes, municipio en dónde se enclava, se ha propuesto recuperar esta edificación dado su carácter histórico, pues se trata de un proyecto del ingeniero Juan de León y Castillo de finales del siglo XIX, de su papel en el paisaje del litoral y su importante valor etnográfico. Tras la recuperación y reforma del edificio original, la creación de una nueva construcción adosada para servicios y la rehabilitación de la torre anexa al edificio principal, el ayuntamiento prevé destinarlo al uso público como museo del pescador y restaurante.
- Datos: Q76885
- Multimedia: Faro de Arinaga / Q76885